# دوگلاس تانکی
دوگلاس ویلیان دا سیلوا سوزا ((به پرتغالی: Douglas Willian da Silva Souza)؛ زاده ۲۷ اکتبر ۱۹۹۳) که با نام دوگلاس تانکی (به پرتغالی: Douglas Tanque) یا به شکل ساده‌تر دوگلاس نامیده می‌شود یک بازیکن فوتبال برزیلی است که به عنوان مهاجم برای باشگاه فوتبال پرتغالی پاسوژ د فریرا بازی می‌کند.

## دوران باشگاهی
دوگلاس در سانتا کروز دو ریو پاردوی سائو پائولو متولد شد و در رده جوانان برای گواران بازی کرد. در ۱۴ نوامبر ۲۰۱۰ و در بازی خانگی مقابل ویتوریا که با تساوی ۱–۱ خاتمه یافت، او اولین بازی خود برای تیمش و اولین حضورش در سری آ برزیل را تجربه کرد و در دو بازی بعدی از لیگ که با سقوط تیمش به دسته پایین‌تر همراه شد نیز حضور داشت.
در ۴ مه ۲۰۱۱، دوگلاس به کورینتیانس منتقل شد و در ترکیب تیم زیر ۲۰ سال قرار گرفت. در ۱۹ مارس سال بعد و پس از قهرمانی در جام فوتبال بزرگسالان سائوپائولو، به صورت قرضی و تا پایان سال به تیم پارانا در سری بی رفت.
در ۱۸ آوریل ۲۰۱۲ و در تساوی ۱–۱ خانگی برابر سئارا، دوگلاس گل تساوی تیمش؛ که اولین گل دوران حرفه‌ای او بود را به ثمر رساند و باعث شد پارانا به مرحله بعد کوپا دو برزیل در آن سال راه پیدا کند. در تاریخ ۱ مه، او در پیروزی قاطع ۶–۱ تیمش مقابل تیم جونیور هت-تریک کرد.
در ۱۸ اوت ۲۰۱۲، دوگلاس پس از سقوط در حکم نوک پارانا، پارانا را ترک کرد و تا دسامبر به صورت قرضی به ایپاتینگا پیوست. وی متعاقباً و قبل از انقضا قراردادش با کورینچیانس، دوره‌های قرضی دیگری را در گواراچینگتا، پناپولنسه و پونچه پرتا بازی کرد.
در سال ۲۰۱۵، دوگلاس به تیم تسپاکوساتسو گونما از جی۲ لیگ ژاپن پیوست. در سال بعد، او پس از توافق با کافتالروس تاپاچولا از دسته دوم فوتبال مکزیک به این کشور نقل مکان کرد.
در ۲۲ ژوئن ۲۰۱۷، دوگلاس بار دیگر به ژاپن بازگشت و به آلبیرکس نیگاتا از دسته جی۱ لیگ پیوست. ۱۰ ژانویه بعدی، این باشگاه اعلام کرد که این بازیکن دیگر قراردادش را تمدید نخواهد کرد، و پس از آن در تاریخ ۵ فوریه به باشگاه فوتبال پلیس ترو از لیگ ۱ تایلند پیوست.
در ۵ ژوئیه ۲۰۱۸، داگلاس با تیم پاسوژ د فریرا از دسته دوم پرتغال قرارداد بست و در قهرمانی تیمش در فصل ۱۹–۲۰۱۸ از این دسته با به ثمر رساندن ۹ گل سهیم شد.

## آمار عملکرد
تا تاریخ 30 مه 2019
| باشگاه             | فصل          | لیگ          | لیگ  | لیگ | لیگ استانی | لیگ استانی | جام  | جام | بین‌المللی | بین‌المللی | سایر رقابت‌ها | سایر رقابت‌ها | مجموع | مجموع |
| باشگاه             | فصل          | دسته         | بازی | گل  | بازی       | گل         | بازی | گل  | بازی      | گل        | بازی         | گل           | بازی  | گل    |
| ------------------ | ------------ | ------------ | ---- | --- | ---------- | ---------- | ---- | --- | --------- | --------- | ------------ | ------------ | ----- | ----- |
| گوارانی            | ۲۰۱۰         | سری آ برزیل  | ۳    | ۰   | —          | —          | —    | —   | —         | —         | —            | —            | ۳     | ۰     |
| کورینچیانس         | ۲۰۱۲         | سری آ برزیل  | ۰    | ۰   | —          | —          | —    | —   | —         | —         | —            | —            | ۰     | ۰     |
| کورینچیانس         | ۲۰۱۳         | سری آ برزیل  | ۰    | ۰   | —          | —          | ۰    | ۰   | —         | —         | —            | —            | ۰     | ۰     |
| کورینچیانس         | ۲۰۱۴         | سری آ برزیل  | ۰    | ۰   | —          | —          | —    | —   | —         | —         | —            | —            | ۰     | ۰     |
| کورینچیانس         | مجموع        | مجموع        | ۰    | ۰   | —          | —          | ۰    | ۰   | —         | —         | —            | —            | ۰     | ۰     |
| پارانا (قرضی)      | ۲۰۱۲         | سری بی برزیل | ۴    | ۰   | ۷          | ۳          | ۳    | ۱   | —         | —         | —            | —            | ۱۴    | ۴     |
| ایپاتینگا (قرض)    | ۲۰۱۲         | سری بی برزیل | ۲    | ۰   | —          | —          | —    | —   | —         | —         | —            | —            | ۲     | ۰     |
| گواراچینگتا (قرض)  | ۲۰۱۳         | سری بی برزیل | ۱۲   | ۳   | ۱۸         | ۸          | —    | —   | —         | —         | —            | —            | ۳۰    | ۱۱    |
| پناپولنسه (قرض)    | ۲۰۱۴         | سری دی برزیل | ۰    | ۰   | ۱۱         | ۵          | —    | —   | —         | —         | —            | —            | ۱۱    | ۵     |
| پونچه پرتا (قرض)   | ۲۰۱۴         | سری بی برزیل | ۳    | ۰   | —          | —          | —    | —   | —         | —         | —            | —            | ۳     | ۰     |
| تسپاکوساتسو گونما  | ۲۰۱۵         | جی۲ لیگ      | ۴    | ۱   | —          | —          | —    | —   | —         | —         | —            | —            | ۴     | ۱     |
| کافتالروس تاپاچولا | ۱۷–۲۰۱۶      | آسنسو ام‌اکس  | ۲۷   | ۹   | —          | —          | ۳    | ۰   | —         | —         | —            | —            | ۳۰    | ۹     |
| آلبیرکس نیگاتا     | ۲۰۱۷         | جی۱ لیگ      | ۱۰   | ۲   | —          | —          | —    | —   | —         | —         | —            | —            | ۱۰    | ۲     |
| پلیس ترو           | ۲۰۱۸         | لیگ ۱ تایلند | ۱۱   | ۱   | —          | —          | —    | —   | —         | —         | —            | —            | ۱۱    | ۱     |
| پاسوژ د فریرا      | ۱۹–۲۰۱۸      | لیگا پرو     | ۲۴   | ۹   | —          | —          | ۲    | ۲   | —         | —         | ۴            | ۰            | ۳۰    | ۱۱    |
| مجموع عملکرد       | مجموع عملکرد | مجموع عملکرد | ۱۰۰  | ۲۵  | ۳۶         | ۱۶         | ۸    | ۳   | ۰         | ۰         | ۴            | ۰            | ۱۴۸   | ۴۴    |

1. ↑  بازی(ها) در تاسا دا لیگا

## افتخارات
کورینچیانس
- جام فوتبال سائوپائولو: ۲۰۱۲

پارانا
- قهرمانی پارانائنسه سری پراتا: ۲۰۱۲

پاسوژ د فریرا
- لیگا پرو: ۱۹–۲۰۱۸